# The Taste/Staffel 9
Die neunte Staffel von The Taste wurde ab dem 1. September 2021 ausgestrahlt. Die Jury besteht, wie bereits in Staffel 8, aus den Fernsehköchen Alexander Herrmann, Frank Rosin, Tim Raue und Alex Kumptner und wird von Angelina Kirsch moderiert. Siegerin der neunten Staffel wurde die Hobbyköchin Paula Bründl aus dem Team von Tim Raue.

## Casting
Die erste Runde umfasste  in der Fernsehausstrahlung insgesamt 27 Kandidaten. Jeder hatte 60 Minuten Zeit um einen Löffel zuzubereiten, wobei für den Einkauf jeweils 50 Euro zur Verfügung gestellt worden waren. Jeder der vier Juroren entschied nach der Blindverkostung, ob sie den jeweiligen Teilnehmer in ihr Team aufnehmen möchten. Entschied sich mehr als ein Juror für einen Kandidaten, so durfte dieser ein Team wählen.
| Nr. | Kandidat    | Klasse | Juroren     | Juroren             | Juroren                 | Juroren                 | Entscheidung  |
| Nr. | Kandidat    | Klasse | Frank Rosin | Tim Raue            | Alex Kumptner           | Alexander Herrmann      | Entscheidung  |
| --- | ----------- | ------ | ----------- | ------------------- | ----------------------- | ----------------------- | ------------- |
| 1   | Sabine      | Hobby  | Nein        | Nein                | Ja ✔                    | Nein                    | Team Kumptner |
| 2   | Christopher | Profi  | Ja          | Ja ✔                | Ja                      | Ja                      | Team Raue     |
| 3   | Ricci       | Hobby  | Nein        | Nein                | Nein                    | Nein                    | -             |
| 4   | Paula       | Hobby  | -           | Joker ✔             | -                       | -                       | Team Raue     |
| 5   | Leonel      | Profi  | Ja ✔        | Ja                  | Nein                    | Ja                      | Team Rosin    |
| 6   | Simone      | Hobby  | Nein        | Nein                | Nein                    | Nein                    | -             |
| 7   | Luke        | Profi  | Nein        | Ja ✔                | Nein                    | Nein                    | Team Raue     |
| 8   | Simone      | Profi  | Nein        | Nein                | Nein                    | Nein                    | -             |
| 9   | Luca        | Profi  | Nein        | Nein                | Nein                    | Nein                    | -             |
| 10  | Ewa         | Profi  | Joker ✔     | -                   | -                       | -                       | Team Rosin    |
| 11  | Tanja       | Hobby  | Ja          | Nein                | Nein                    | Ja ✔                    | Team Herrmann |
| 12  | Julia       | Hobby  | Nein        | Nein                | Nein                    | Nein                    | -             |
| 13  | Franky      | Hobby  | Nein        | Nein                | Nein                    | Nein                    | -             |
| 14  | Missy       | Hobby  | Nein        | Nein                | Ja ✔                    | Nein                    | Team Kumptner |
| 15  | Matthias    | Hobby  | Nein        | Nein                | Nein                    | Nein                    | -             |
| 16  | Ulla        | Hobby  | Nein        | Nein                | Nein                    | Nein                    | -             |
| 17  | Markus      | Hobby  | Nein        | Nein                | Nein                    | Nein                    | -             |
| 18  | Stefanie    | Hobby  | Ja ✔        | Nein                | Nein                    | Nein                    | Team Rosin    |
| 19  | Marlene     | Hobby  | Ja          | Nein                | Nein                    | Ja ✔                    | Team Herrmann |
| 20  | Maximilian  | Profi  | -           | -                   | -                       | Joker ✔                 | Team Herrmann |
| 21  | Janni       | Profi  | -           | -                   | Joker ✔                 | -                       | Team Kumptner |
| 22  | Natalie     | Hobby  | Nein        | Nein                | Nein                    | Nein                    | -             |
| 23  | Tim         | Hobby  | Ja          | Ja ✔                | Nein                    | Nein                    | Team Raue     |
| 24  | Hanna       | Profi  | Ja          | Team Raue ist voll. | Ja ✔                    | Ja                      | Team Kumptner |
| 25  | Katrin      | Profi  | Nein        | Team Raue ist voll. | Team Kumptner ist voll. | Nein                    | -             |
| 26  | Chris       | Profi  | Nein        | Team Raue ist voll. | Team Kumptner ist voll. | Ja ✔                    | Team Herrmann |
| 27  | Michelle    | Hobby  | Ja ✔        | Team Raue ist voll. | Team Kumptner ist voll. | Team Herrmann ist voll. | Team Rosin    |

## Die Teams und Platzierungen im Team
Alle Coaches haben die Teamfarben der vorangegangenen Staffel beibehalten. Die Kandidatin Katrin wurde für Missy, die aus privaten Gründen nach Episode 1 nicht weiter an dieser Staffel teilgenommen hat, nachnominiert.
| Platz | Name             | Gesammelte Sterne                       |
| ----- | ---------------- | --------------------------------------- |
| 1.    | Tanja (ab Ep. 4) | Sternsymbol · Sternsymbol · Sternsymbol |
| 2.    | Leonel           | Sternsymbol                             |
| 3.    | Ewa              | -                                       |
| 4.    | Michelle         | Sternsymbol                             |
| 5.    | Stefanie         | -                                       |

| Platz | Name             | Gesammelte Sterne                                                                 |
| ----- | ---------------- | --------------------------------------------------------------------------------- |
| 1.    | Paula            | Sternsymbol · Sternsymbol · Sternsymbol · Sternsymbol                             |
| 2.    | Christopher      | Sternsymbol · Sternsymbol · Sternsymbol · Sternsymbol · Sternsymbol · Sternsymbol |
| 2.    | Janni (ab Ep. 6) | Sternsymbol · Sternsymbol · Sternsymbol · Sternsymbol · Sternsymbol · Sternsymbol |
| 4.    | Tim              | Sternsymbol · Sternsymbol                                                         |
| 5.    | Luke             | -                                                                                 |

| Platz | Name                   | Gesammelte Sterne                                                                               |
| ----- | ---------------------- | ----------------------------------------------------------------------------------------------- |
| 1.    | Hanna                  | Sternsymbol · Sternsymbol · Sternsymbol · Sternsymbol · Sternsymbol · Sternsymbol · Sternsymbol |
| 2.    | Maximilian (ab Ep. 8 ) | Sternsymbol · Sternsymbol · Sternsymbol · Sternsymbol                                           |
| 3.    | Katrin                 | 1 2                                                                                             |
| 4.    | Janni                  | 1                                                                                               |
| 5.    | Sabine                 | Sternsymbol                                                                                     |

| Platz | Name              | Gesammelte Sterne                                     |
| ----- | ----------------- | ----------------------------------------------------- |
| 1.    | Katrin (ab Ep. 7) | Sternsymbol · Sternsymbol · Sternsymbol · Sternsymbol |
| 2.    | Maximilian        | 1                                                     |
| 3.    | Chris             | -                                                     |
| 4.    | Tanja             | 1                                                     |
| 5.    | Marlene           | -                                                     |

## Verlauf der 9. Staffel
Die Auswahl der Kandidaten für die Teams wurde in der ersten und zu Beginn der zweiten Episode ausgestrahlt. Ab der zweiten Episode wurde im Team- und Einzelkochen jeweils ein Kandidat eliminiert. Eliminierte Kandidaten konnten durch den Kandidatenjoker gerettet werden und wechselten in ein anderes Team. In diesen Fällen musste nur ein oder kein Kandidat die Show in dieser Folge verlassen. Durch den Gewinn des Teamkochens erhält der Koch des besten Löffels einen goldenen Stern.
|       |             |             | Episode 2 8. September 2021               | Episode 3 15. September 2021              | Episode 4 22. September 2021              | Episode 5 29. September 2021              | Episode 6 06. Oktober 2021                     | Episode 7 13. Oktober 2021                      | Halbfinale 20. Oktober 2021                         | Finale 27. Oktober 2021                                  |
| ----- | ----------- | ----------- | ----------------------------------------- | ----------------------------------------- | ----------------------------------------- | ----------------------------------------- | ---------------------------------------------- | ----------------------------------------------- | --------------------------------------------------- | -------------------------------------------------------- |
|       | Gastjuror   | Gastjuror   | Viktoria Fuchs                            | Haya Molcho                               | Johanna Maier und Didi Maier              | Max Strohe                                | The Duc Ngo                                    | Ricky Saward                                    | Martin Klein                                        | Lisa Angermann Roland Trettl Frank Rosin                 |
|       | Thema       | Thema       | Herbstliche Aromenkombies                 | Ländertypische Küche                      | Familie                                   | Maßlosigkeit                              | Asien                                          | Vegan                                           | Liebe zum Produkt                                   | TBA, Geheime Zutaten von Trettl, Salzig und Süß (deftig) |
| Platz | Koch        | Koch        | Status der Kandidaten am Ende der Episode | Status der Kandidaten am Ende der Episode | Status der Kandidaten am Ende der Episode | Status der Kandidaten am Ende der Episode | Status der Kandidaten am Ende der Episode      | Status der Kandidaten am Ende der Episode       | Status der Kandidaten am Ende der Episode           | Status der Kandidaten am Ende der Episode                |
| 1.    | Paula       | Paula       | Weiter                                    | Weiter                                    | Weiter                                    | Favorit (2 goldene Sterne)                | Immun                                          | Weiter                                          | Favorit (1 goldener Stern)                          | Gewinnerin (2+1 goldene Sterne) 5                        |
| 2.    |             | Katrin      | Favorit (1 goldener Stern)                | Weiter                                    | Favorit (1 goldener Stern)                | Immun                                     | Favorit (1 goldener Stern)                     | Kandidatenjoker Alexander Herrmann (Teamkochen) | Weiter                                              | 2. Platz (2 goldene Sterne)                              |
| 3.    | Hanna       | Hanna       | Weiter                                    | Favorit (1 goldener Stern)                | Immun (1 goldener Stern)                  | Immun (1 roter Stern)                     | Favorit (2 goldene Sterne)                     | Weiter                                          | Immun (2 rote Sterne)                               | 3. Platz                                                 |
| 4.    |             | Maximilian  | Favorit (2 goldene Sterne)                | Weiter                                    | Weiter                                    | Favorit (1 goldener Stern)                | Favorit (1 goldener Stern)                     | Weiter                                          | Kandidatenjoker Alex Kumptner (Entscheidungskochen) | Ausgeschieden (2. Phase KO-Duell gegen Hanna)            |
| 4.    | Christopher | Christopher | Weiter                                    | Favorit (2 goldene Sterne)                | Weiter                                    | Weiter                                    | Weiter                                         | Immun (1 roter Stern)                           | Favorit (3 goldene Sterne)                          | Ausgeschieden (2. Phase KO-Duell gegen Katrin)           |
| 4.    |             | Janni       | Weiter                                    | Weiter                                    | Favorit (2 goldene Sterne)                | Immun (1 roter Stern)                     | Kandidatenjoker Tim Raue (Entscheidungskochen) | Favorit (3 goldene Sterne)                      | Weiter (Entscheidungskochen)                        | Ausgeschieden (2. Phase KO-Duell gegen Paula)            |
| 7.    | Tim         | Tim         | Immun                                     | Weiter                                    | Weiter                                    | Favorit (1 goldener Stern)                | Weiter (Entscheidungskochen)                   | Weiter (Entscheidungskochen)                    | Weiter                                              | Ausgeschieden (1. Phase)                                 |
| 8.    |             | Tanja       | Weiter                                    | Immun (1 goldener Stern)                  | Kandidatenjoker Frank Rosin (Teamkochen)  | Weiter (Entscheidungskochen)              | Weiter (Entscheidungskochen)                   | Ausgeschieden 4                                 |                                                     |                                                          |
| 9.    | Sabine      | Sabine      | Weiter (trotz rotem Stern)                | Weiter                                    | Weiter (Entscheidungskochen)              | Immun                                     | Ausgeschieden                                  |                                                 |                                                     |                                                          |
| 10.   | Leonel      | Leonel      | Weiter                                    | Weiter                                    | Immun (1 roter Stern)                     | Ausgeschieden 3                           |                                                |                                                 |                                                     |                                                          |
| 11.   | Chris       | Chris       | Weiter                                    | Weiter                                    | Weiter                                    | Ausgeschieden                             |                                                |                                                 |                                                     |                                                          |
| 12.   | Luke        | Luke        | Weiter (trotz rotem Stern)                | Weiter                                    | Ausgeschieden                             |                                           |                                                |                                                 |                                                     |                                                          |
| 13.   | Ewa         | Ewa         | Weiter                                    | Ausgeschieden (durch vier rote Sterne)    |                                           |                                           |                                                |                                                 |                                                     |                                                          |
| 14.   | Michelle    | Michelle    | Favorit (1 goldener Stern)                | Ausgeschieden                             |                                           |                                           |                                                |                                                 |                                                     |                                                          |
| 15.   | Marlene     | Marlene     | Ausgeschieden (durch zwei rote Sterne)    |                                           |                                           |                                           |                                                |                                                 |                                                     |                                                          |
| 16.   | Stefanie    | Stefanie    | Ausgeschieden                             |                                           |                                           |                                           |                                                |                                                 |                                                     |                                                          |

Legende
| Element                       | Bedeutung |
| ----------------------------- | --- |
| Weiter                        | Ohne goldenen oder roten Stern weiter gekommen. |
| Weiter (Entscheidungskochen)  | In der 2. Phase eines der schlechtesten Gerichte gekocht (mindestens ein roter Stern), aber im Entscheidungskochen nicht ausgeschieden.                                       |
| Favorit                       | In der 2. Phase eines der besten Gerichte gekocht. |
| Kandidatenjoker Coach (Phase) | Kandidat wäre eigentlich in der ersten Phase (Teamkochen) oder beim Entscheidungskochen ausgeschieden, wurde aber durch den Kandidatenjoker von einem anderen Coach gerettet. |
| Immun                         | In der 1. Phase bestes Gericht gekocht und somit sicher in der nächsten Show.                                                                                                 |
| Ausgeschieden                 | Im Entscheidungskochen das schwächste Gericht gekocht. |
| Ausgeschieden                 | In der 1. Phase vom Coach eliminiert. |

## Einschaltquoten
| Folge               | Datum               | Zuschauer | Zuschauer     | Marktanteil | Marktanteil   | Quelle |
| Folge               | Datum               | Gesamt    | 14 – 49 Jahre | Gesamt      | 14 – 49 Jahre | Quelle |
| ------------------- | ------------------- | --------- | ------------- | ----------- | ------------- | ------ |
| 1                   | 1. Sep. 2021        | 1,14 Mio. | 0,56 Mio.     | 5,2 %       | 10,5 %        | [ 2 ]  |
| 2                   | 8. Sep. 2021        | 1,06 Mio. | 0,51 Mio.     | 4,7 %       | 8,7 %         | [ 3 ]  |
| 3                   | 15. Sep. 2021       | 1,01 Mio. | 0,45 Mio.     | 4,6 %       | 7,9 %         | [ 4 ]  |
| 4                   | 22. Sep. 2021       | 1,31 Mio. | 0,61 Mio.     | 6,1 %       | 10,9 %        | [ 5 ]  |
| 5                   | 29. Sep. 2021       | 1,19 Mio. | 0,55 Mio.     | 5,2 %       | 9,4 %         | [ 6 ]  |
| 6                   | 6. Okt. 2021        | 1,10 Mio. | 0,59 Mio.     | 5,1 %       | 10,8 %        | [ 7 ]  |
| 7                   | 13. Okt. 2021       | 1,20 Mio. | 0,57 Mio.     | 5,3 %       | 10,0 %        | [ 8 ]  |
| 8                   | 20. Okt. 2021       | 1,16 Mio. | 0,58 Mio.     | 5,2 %       | 10,9 %        | [ 9 ]  |
| 9                   | 27. Okt. 2021       | 1,15 Mio. | 0,56 Mio.     | 5,0 %       | 9,4 %         | [ 10 ] |
| Staffeldurchschnitt | Staffeldurchschnitt | 1,15 Mio. | 0,55 Mio.     | 5,2 %       | 9,8 %         | [ 11 ] |